# August von Thurn und Taxis
August von Thurn und Taxis (* 22. April 1794 in Prag; † 24. Januar 1862 in München) war ein bayerischer Generalmajor.

## Leben
August Maria Maximilian, Fürst von Thurn und Taxis, gehörte einer jüngeren Linie des Fürstengeschlechtes Thurn und Taxis an, das seit dem 16. Jahrhundert die Würde des Generalpostmeisters im Römischen Reich und den Niederlanden erblich bekleidete. Er wurde als zweiter Sohn des kaiserlichen Kämmerers und Generalmajors Fürst Maximilian Joseph von Thurn und Taxis und der Fürstin Eleonore, geborene Fürstin Lobkowitz am 22. April 1794 in Prag geboren. Von Hauslehrern erzogen, erhielt er schon am 9. Juni 1805 auf Wunsch seines Vaters von Kurfürst Max IV. den Charakter als Hauptmann à la suite der Infanterie, war aber zur militärischen Dienstleistung noch zu jung.
Erst im Herbst 1810 trat er seinen Dienst beim 1. Infanterie-Leibregiment in München an, wurde aber schon im Mai 1811 als Flügeladjutant der Infanterie in die unmittelbare Umgebung des nunmehrigen Königs Max Joseph gezogen. Von diesem Dienst beurlaubt, machte er den – für die bayerischen Truppen äußerst verlustreichen – Russlandfeldzug 1812 als Offizier im Generalstab des Grafen Wrede, Kommandeur des bayerischen II. Armeekorps (20. Armeedivision der Grande Armée),  mit. Bei Polozk wurde er mit Armeebefehl vom 15. September 1812 zum Major befördert. Unter anderem war er dort als Verbindungsoffizier zu den französischen Marschällen Gouvion Saint-Cyr, MacDonald und Berthier eingesetzt.
Nach dem verlustreichen Rückzug der Grande Armée am 11. Januar 1813 wieder nach München zurückgekehrt, war er weiterhin als Wredes Verbindungsoffizier ins französische Hauptquartier in Dresden eingesetzt (wo ihn Kaiser Napoleon beauftragte, den Bericht über den französischen Sieg in der Schlacht um Dresden dem bayerischen König zu überbringen) und später – nach dem Übertritt Bayerns zur anti-napoleonischen Allianz im selben Jahr – zu den preußischen Generälen Blücher und Yorck und dem österreichischen Feldmarschall Schwarzenberg.
Im Herbst 1814 begleitete er den von Bayern zum ersten Bevollmächtigten bestellten Fürsten Wrede zum Wiener Kongress. Auf Antrag des Fürsten Wrede wurde er im Februar 1815 als Major zum neu aufgestellten Grenadier-Garde-Regiment versetzt, um Erfahrung als Truppenführer zu gewinnen. Seine Beförderung zum Oberstleutnant am 1. Mai 1815 führte ihn wieder in sein früheres Dienstverhältnis als Flügeladjutant des Königs zurück. Für die Dauer des bevorstehenden Feldzuges gegen Frankreich als Bevollmächtigter Bayerns ins preußische Hauptquartier beordert, machte er in dieser Funktion die Schlacht bei Waterloo mit.
Nach seiner Rückkehr aus Frankreich nahm Fürst Taxis als Bevollmächtigter des bayerischen Königs am Aachener Kongress (29. September bis 21. November 1818) teil und wurde im Herbst 1822 – inzwischen zum Oberst befördert – zum Bevollmächtigten bei der Militärkommission des Deutschen Bundes ernannt. Jedoch führten seine von den Absichten der bayerischen Regierung abweichenden Voten bezüglich der Bundesfestungen Ulm und Rastatt, die er gleichzeitig zu bauen beantragte, am 24. März 1824 zu seiner Ablösung. Im Sommer 1827 von König Ludwig abermals zum Militärbevollmächtigten beim Deutschen Bund ernannt, wurde er im Herbst 1829 erneut dieser Funktion enthoben.
Nach München zurückgekehrt sollte Fürst Taxis wieder in seine frühere Stellung als diensttuender Flügeladjutant des Königs zurücktreten, bat jedoch um seine Entlassung, die ihm am 14. September 1830 mit dem Charakter als Generalmajor à la suite gewährt wurde. Er starb am 24. Januar 1862 in München und wurde auf dem neuen Friedhof begraben. Seine Tagebücher aus den Feldzügen 1812 bis 1815 wurden 1912 postum herausgegeben.

## Werke
- Aus drei Feldzügen 1812 bis 1815. Erinnerungen des Prinzen August von Thurn und Taxis. Leipzig : Insel 1912